# Saint-Jean-de-Liversay
Saint-Jean-de-Liversay là một xã trong tỉnh Charente-Maritime trong vùng Nouvelle-Aquitaine, tây nam nước Pháp. Xã Saint-Jean-de-Liversay nằm ở khu vực có độ cao trung bình 10 mét trên mực nước biển. 

## Dân số
| Năm  | Dân số | Mật độ | Phần trăm của tổng |
| ---- | ------ | ------ | ------------------ |
| 1962 | 1,233  | -      | -                  |
| 1968 | 1,300  | -      | -                  |
| 1975 | 1,424  | -      | -                  |
| 1982 | 1,508  | -      | -                  |
| 1990 | 1,627  | -      | -                  |
| 1999 | 1,697  | 40/km² | 18.61%             |